# Anne van Dam
Anne van Dam (Arnhem, 2 oktober 1995) is een Nederlandse golfster. Ze speelt in de Ladies European Tour.

## Amateur
Sinds 2010 speelt zij voor punten op de wereldranglijst. In 2012 won zij haar eerste internationale titel, het Oostenrijks amateurkampioenschap golf met een score van level par. Op de Europese ranglijst voor dames amateurs stond zij eind 2013 als beste Nederlandse op nr. 28 en op de wereldranglijst voor amateurs stond zij nummer 108.
Van Dam is lid van de Edese Golf Club. In het seizoen 2011 en 2012 speelde ze voor de Noordwijkse Golfclub. Sinds 2013 speelt ze voor de Eindhovensche Golf. Ze is al sinds haar 9e lid van de NGF-selectie. Anne heeft de C, B en JO selectie doorlopen en werd in 2013 lid van Oranje.

### Successen
2005
- Winnaar NK Strokeplay U10

2010
- Winnaar NK Foursome Dames Army Tankard met Guilia van den Berg

2011
- Nederlands kampioen hoofdklasse met Noordwijkse Golfclub
- Winnaar NK Strokeplay U18
- Winnaar Voorjaarswedstrijd Dames
- Winnaar International Austrian Ladies Amateur Championship
- Lid Nederlands WK team Dames Espirito Santo Trophy met Charlotte Puts en Ileen Domela Nieuwenhuis

2012
- Oostenrijks Amateur
- Winnaar Voorjaarswedstrijd Dames

2013
- Winnaar Voorjaarswedstrijd Dames
- Winnaar Trompbeker
- Nederlands kampioen hoofdklasse met Eindhovensche Golf
- Lid Junior Solheim Cup team Europa (2-1-0)
- Talent van het jaar 2013 NGF Golf Awards

2014
- Winnaar Voorjaarswedstrijd Dames
- Nederlands kampioen hoofdklasse met Eindhovensche Golf
- Individueel 6e plek op het WK in Japan
- Tourschool (3de)

## Professional
Anne van Dam is in januari 2015 professional geworden. Anne van Dam heeft zich op 25 juli 2016 voor het eerst geplaatst voor de British Open. In 2018 staat zij nummer 4 op de Order of Merit van de LET. Ze kwalificeerde zich voor de LPGA Tour 2019.

### Gewonnen
- 2015: LETAS Fins Open
- 2016: Xiamen China International Open[4] met -17